# 景新海
景新海（1949年—），山东济南人，汉族，中华人民共和国政治人物、第十二届全国人民代表大会山东地区代表。
毕业于山东化工学院橡胶机械专业。加入中国共产党。担任中国软件行业协会副理事长、中国项目管理研究委员会副主任委员。2008年起担任全国人大代表。2013年，担任全国人大代表。